# Агапія (Румунія)
Агапія (рум. Agapia) — село у повіті Нямц в Румунії. Адміністративний центр комуни Агапія.
Село розташоване на відстані 304 км на північ від Бухареста, 28 км на північ від П'ятра-Нямца, 98 км на захід від Ясс.

## Населення
За даними перепису населення 2002 року у селі проживали 1902 особи, з них 1901 особа (99,9%) румунів. Рідною мовою 1901 особа (99,9%) назвала румунську.